# Hartmut Kallmann
Hartmut Paul Kallmann (* 5. Februar 1896 in Berlin; † 11. Juni 1978 in München) war ein deutscher Physiker.

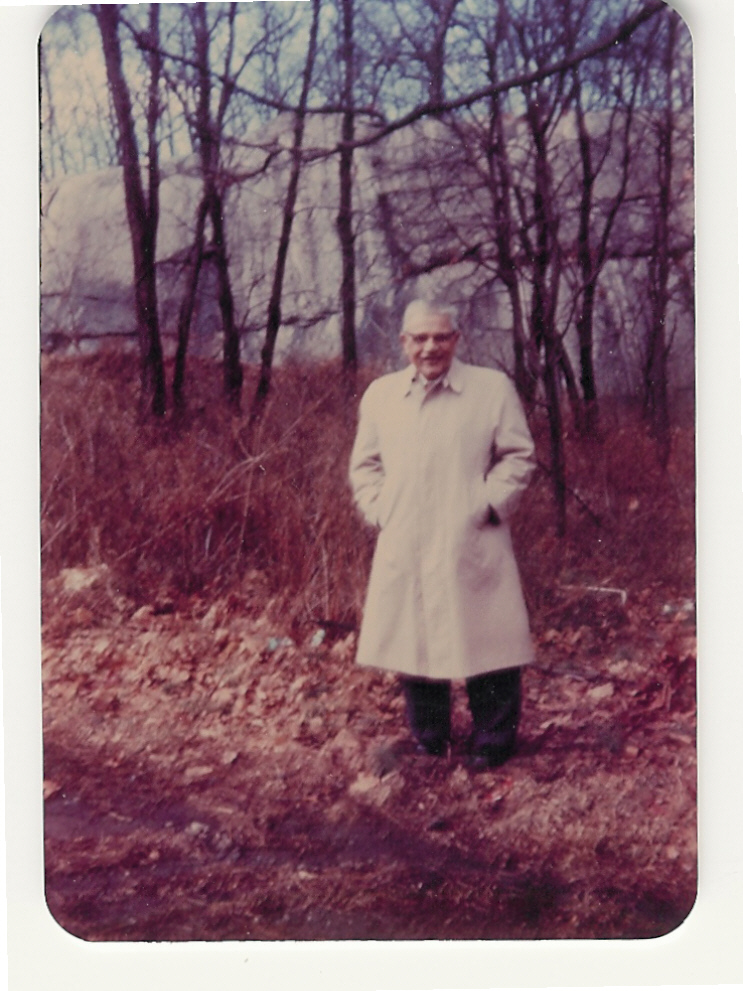
Hartmut Kallmann

## Leben
Hartmut Paul Kallmann wurde als Sohn des Rechtsanwalts Felix Kallmann und seiner Ehefrau Ernestine Livia geb. Hirschberg am 5. Februar 1896 in Berlin geboren. Kallmann legte 1916 sein Abitur ab und begann ein Studium der Chemie an der TH Berlin-Charlottenburg, danach der Physik an der Friedrich-Wilhelms-Universität. 1917 meldete er sich freiwillig zum Heeresdienst, wurde aber krankheitsbedingt entlassen. 1920 wurde er bei Max Planck promoviert.
Er lehrte und forschte von 1920 bis 1933 sowie von 1945 bis 1948 am Kaiser-Wilhelm-Institut für physikalische Chemie und Elektrochemie (dem Institut Fritz Habers) und der Universität Berlin. Obwohl Kallmann evangelischer Konfession war, galt er im „Dritten Reich“ als „Volljude“ und verlor deshalb 1933 die Lehrbefugnis an der Berliner Universität. Er überlebte die NS-Zeit mit Hilfe seiner „arischen“ Frau (Erika, geb. Müller) und von Carl Bosch (I. G. Farben) in Berlin.
1948 emigrierte er in die USA und unterrichtete seit 1950 an der New York University. Er war Inhaber von rund 70 Patenten. Kallmann entdeckte das Szintillationsverfahren zum Zählen von Alphateilchen.

## Hauptwerk
- Einführung in die Kernphysik, Leipzig; Wien: Deuticke 1938